# Un garçon convenable
Un garçon convenable (A Suitable Boy) est un roman indien, écrit par Vikram Seth, publié en 1993,.  Il fait l'objet d'une suite, Une fille convenable, qui sera publiée en 2016,.

## Synopsis
Le roman se déroule au temps de l'Inde post-coloniale des années cinquante, qui guette son avenir entre la tradition et la modernité. Il raconte l'histoire de quatre familles sur une période de dix-huit mois, et se concentre sur les efforts de Mme Rupa Mehra pour organiser le mariage de sa fille cadette, Lata, à un « garçon convenable ». Lata est une étudiante universitaire de 19 ans qui refuse d'être influencée par sa mère dominatrice ou par Arun, son frère opiniâtre. Elle est forcée de choisir entre ses trois prétendants Kabir, Haresh et Amit, et tente d'être maîtresse de son destin.

## Personnages

### La famille Mehra
- Mme Rupa Mehra, une mère de famille. C'est une hindouiste pratiquante très attachée aux valeurs traditionnelles. Veuve et hystérique, elle est à la recherche d'un «garçon convenable» pour sa fille Lata.
- Savita Mehra, la fille de Mme Mehra. Idéaliste, elle est l'épouse de Pran Kapoor.
- Arun Mehra, le fils aîné de Mme Mehra. Jeune homme arrogant et anglophile, il est l'époux de Meenakshi Chatterji.
- Varun Mehra, le fils de Mme Mehra. Il est malmené par sa mère et son frère.
- Lata Mehra, l'héroïne du roman, la fille cadette de Mme Mehra. Jeune étudiante de 19 ans à l'université de Brahmpur, elle est intelligente mais naïve et d'un brin réservée, son mariage arrangé par sa mère est au cœur de l'histoire.

### Autres familles
- La famille Kapoor : Mr. Mahesh Kapoor, son épouse et leurs trois enfants Veena, Pran (époux de Savita Mehra) et Maan.
- La famille Khan : Le Nawab Sahib de Baitar et ses trois enfants Zainab, Imtiaz et Firoz.
- La famille Chatterji : Mr. Justice Chatterji, son épouse et leurs quatre enfants Amit (prétendant de Lata), Meenakshi (épouse de Arun Mehra), Dipankar, Kakoli et Tapan.

### Les prétendants de Lata
- Kabir Durrani, le soupirant de Lata dont il est très amoureux. C'est un jeune joueur de cricket performant, athlétique et séduisant. Il est le fils d'un respectable professeur de maths à l'université où il étudie avec Lata.
- Haresh Khanna, un homme d'affaires entreprenant et déterminé, fondateur d'une entreprise de chaussures. Il est l'un des soupirants de Lata.
- Amit Chatterji, le fils aîné de Justice Chatterji. Soupirant distingué de Lata, c'est un poète et écrivain de renommée internationale.

## Récompenses
- 1993 : Lauréat du Irish Times International Fiction Prize
- 1994 : Lauréat du Prix des Écrivains du Commonwealth
- 1995 : Lauréat du WH Smith Literary Award